# Вернёй-ан-Бурбонне
Вернёй-ан-Бурбонне́ (фр. Verneuil-en-Bourbonnais) — коммуна во Франции, находится в регионе Овернь. Департамент коммуны — Алье. Входит в состав кантона Сен-Пурсен-сюр-Сиуль. Округ коммуны — Мулен.
Код INSEE коммуны — 03307.

## Население
Население коммуны на 2008 год составляло 245 человек.
| 1962 | 1968 | 1975 | 1982 | 1990 | 1999 | 2008 |
| ---- | ---- | ---- | ---- | ---- | ---- | ---- |
| 259  | 329  | 290  | 250  | 280  | 283  | 245  |

## Экономика
Основу экономики составляет виноделие.
В 2007 году среди 145 человек в трудоспособном возрасте (15—64 лет) 114 были экономически активными, 31 — неактивными (показатель активности — 78,6 %, в 1999 году было 65,2 %). Из 114 активных работали 108 человек (64 мужчины и 44 женщины), безработных было 6 (3 мужчин и 3 женщины). Среди 31 неактивных 3 человека были учениками или студентами, 15 — пенсионерами, 13 были неактивными по другим причинам.

## Достопримечательности
- Коллегиальная готическая церковь Св. Петра XII века. Исторический памятник. В настоящее время приходская церковь.
- Романская церковь Нотр-Дам-сюр-л’О X-XI веков. Исторический памятник. Старая приходская церковь.
- Музей стирки и глажка.
- Монументальная деревянная скульптура «Спящий гигант»
- Замок Шомежан